# Marianowo (gmina)
Marianowo – gmina wiejska w północno-zachodniej Polsce, położona w zachodniej części województwa zachodniopomorskiego, w powiecie stargardzkim. Siedzibą gminy jest wieś Marianowo.
Miejsce w województwie (na 114 gmin): powierzchnia 97., ludność 107.

## Położenie
Gmina położona w zachodniej części województwa zachodniopomorskiego, w środkowej części powiatu stargardzkiego. Gmina leży na Równinie Nowogardzkiej i Pojezierzu Ińskim.
Sąsiednie gminy: Chociwel, Dobrzany, Stara Dąbrowa, Stargard (wiejska) i Suchań (powiat stargardzki)
Do 31 XII 1998 r. wchodziła w skład województwa szczecińskiego.
Gmina stanowi 6,7% powierzchni powiatu.

## Demografia
Dane z 30 czerwca 2004:
| Opis                              | Ogółem | Ogółem | Kobiety | Kobiety | Mężczyźni | Mężczyźni |
| --------------------------------- | ------ | ------ | ------- | ------- | --------- | --------- |
| jednostka                         | osób   | %      | osób    | %       | osób      | %         |
| populacja                         | 3142   | 100    | 1604    | 51,1    | 1538      | 48,9      |
| gęstość zaludnienia (mieszk./km²) | 30,9   | 30,9   | 15,8    | 15,8    | 15,1      | 15,1      |

Gminę zamieszkuje 2,6% ludności powiatu. 

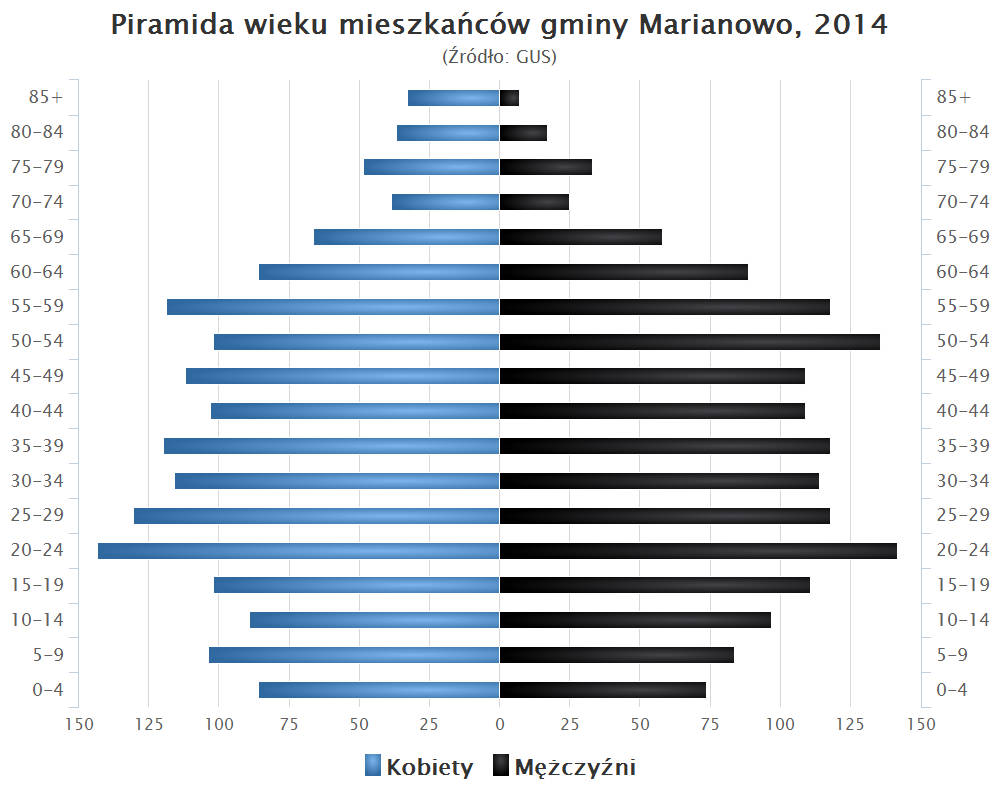
Piramida wieku mieszkańców gminy Marianowo w 2014 roku

## Przyroda i turystyka
Gmina położona jest w dorzeczu rzeki Krąpiel dostępnej dla kajaków, jej dopływu Krępy, która tworzy Jezioro Marianowskie oraz mniejszych Dołżnicy i Pęzinki. Ta ostatnia, przepływająca przez południowo-wschodni fragment gminy jest także dostępna dla kajaków. Tereny leśne zajmują 25% powierzchni gminy, a użytki rolne 64%.

## Komunikacja
Przez gminę prowadzi droga krajowa nr 20 łącząca wieś Dzwonowo (5 km od Marianowa) ze Stargardem (16 km) i przez Lisowo z Chociwlem (10 km). Z Lisowa (gmina Chociwel) prowadzi droga wojewódzka nr 142 łącząca wieś przez Krzywiec (5 km) do skrzyżowania z drogą ekspresową S3 w okolicach Szczecina (36 km). Odległość z Marianowa do stolicy powiatu, Stargardu wynosi 17 km.
Obecna gmina Marianowo uzyskała połączenie kolejowe w 1859 r. po połączeniu Stargardu z Koszalinem, do 1870 r. wybudowano jeszcze odcinek do Gdańska. Fragment linii przez Trąbki zelektryfikowano w 1986 r. W 1895 r. otwarto linię Stargard - Kalisz Pomorski przez Sulino (wcześniej zbudowano odcinek do Piły Gł.). W 2000 r. całą linię zamknięto. We wrześniu 2006 r. reaktywowano ruch na odcinku Stargard-Kalisz Pomorski. Przez gminę prowadziła także Stargardzka Kolej Wąskotorowa o szerokości toru 1000 mm, która w 1895 r. połączyła Stargard przez Trąbki Wąsk. i Marianowo z Ińskiem. W 1996 r. część tej linii na odcinku Stara Dąbrowa - Ińsko została zamknięta. Obecnie w gminie czynne są 3 stacje: Gogolewo, Trąbki i Sulino.
W gminie czynny jest 1 urząd pocztowy: Marianowo k. Stargardu (nr 73-121).

## Administracja
W 2016 r. wykonane wydatki budżetu gminy Marianowo wynosiły 11,8 mln zł, a dochody budżetu 12,7 mln zł. Zobowiązania samorządu (dług publiczny) według stanu na koniec 2016 r. wynosiły 1,6 mln zł, co stanowiło 12,5% poziomu dochodów.
Sołectwa gminy Marianowo: Czarnkowo, Dalewo, Dzwonowo, Gogolewo, Sulino, Trąbki i Wiechowo

## Miejscowości
WsieCzarnkowo, Dalewo, Dzwonowo, Gogolewo, Marianowo, Sulino, Trąbki, Wiechowo
OsadyKępy, Krzywiec, Trąbki Małe
KolonieMariankowo